# Hausruckviertel
L'Hausruckviertel  è una regione storica e geografica austriaca nella zona posta a occidente nel centro dell'Alta Austria. Prende il nome dall'Hausruck, catena di colline ai piedi delle Alpi sul versante nord lunga circa 30 km con la sua vetta maggiore rappresentata dal Göblberg alto 801 metri. Rappresenta uno dei quattro "quarti" dell'Alta Austria, insieme a Innviertel, Mühlviertel e Traunviertel. 

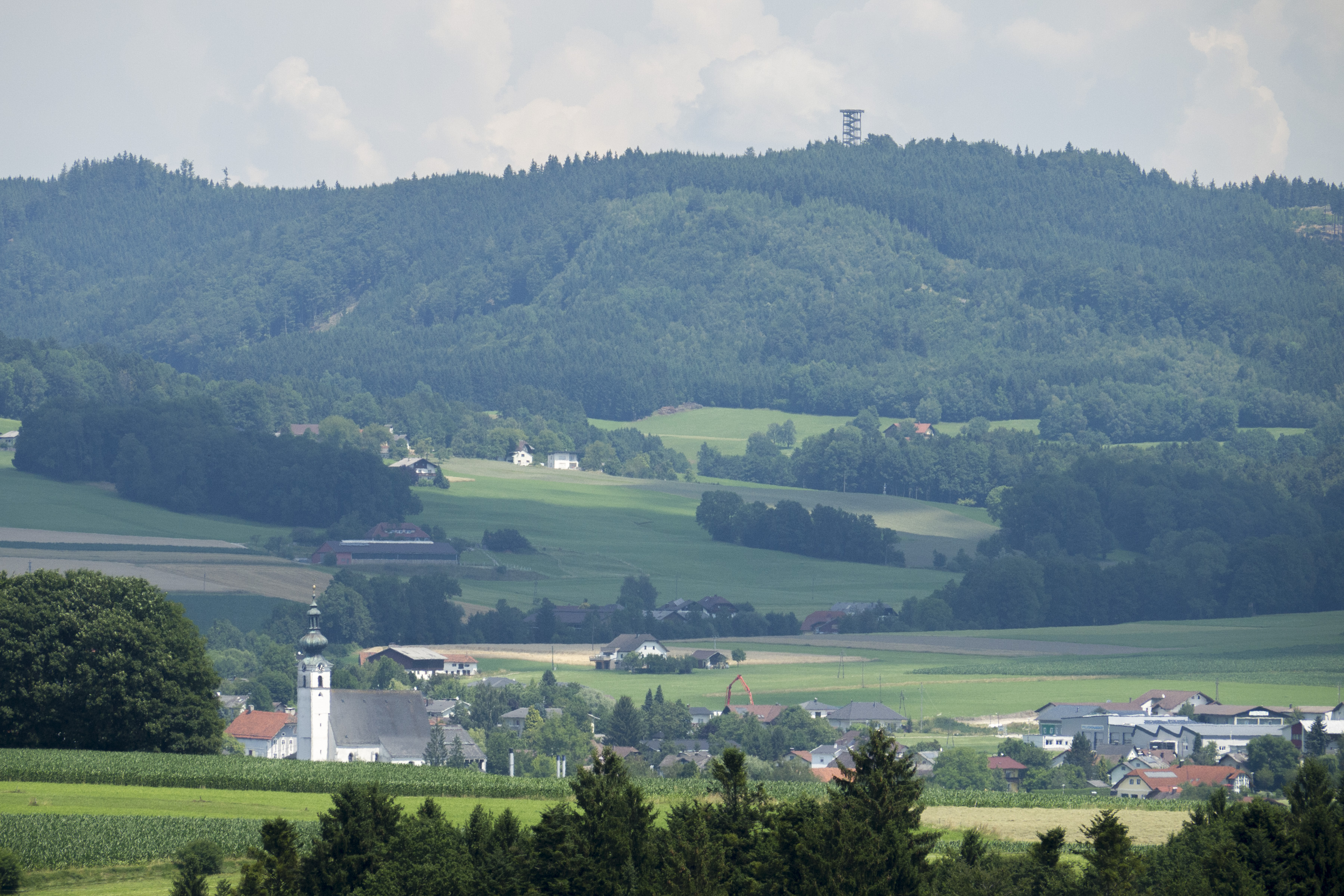
Territorio del monte Göblberg

## Storia

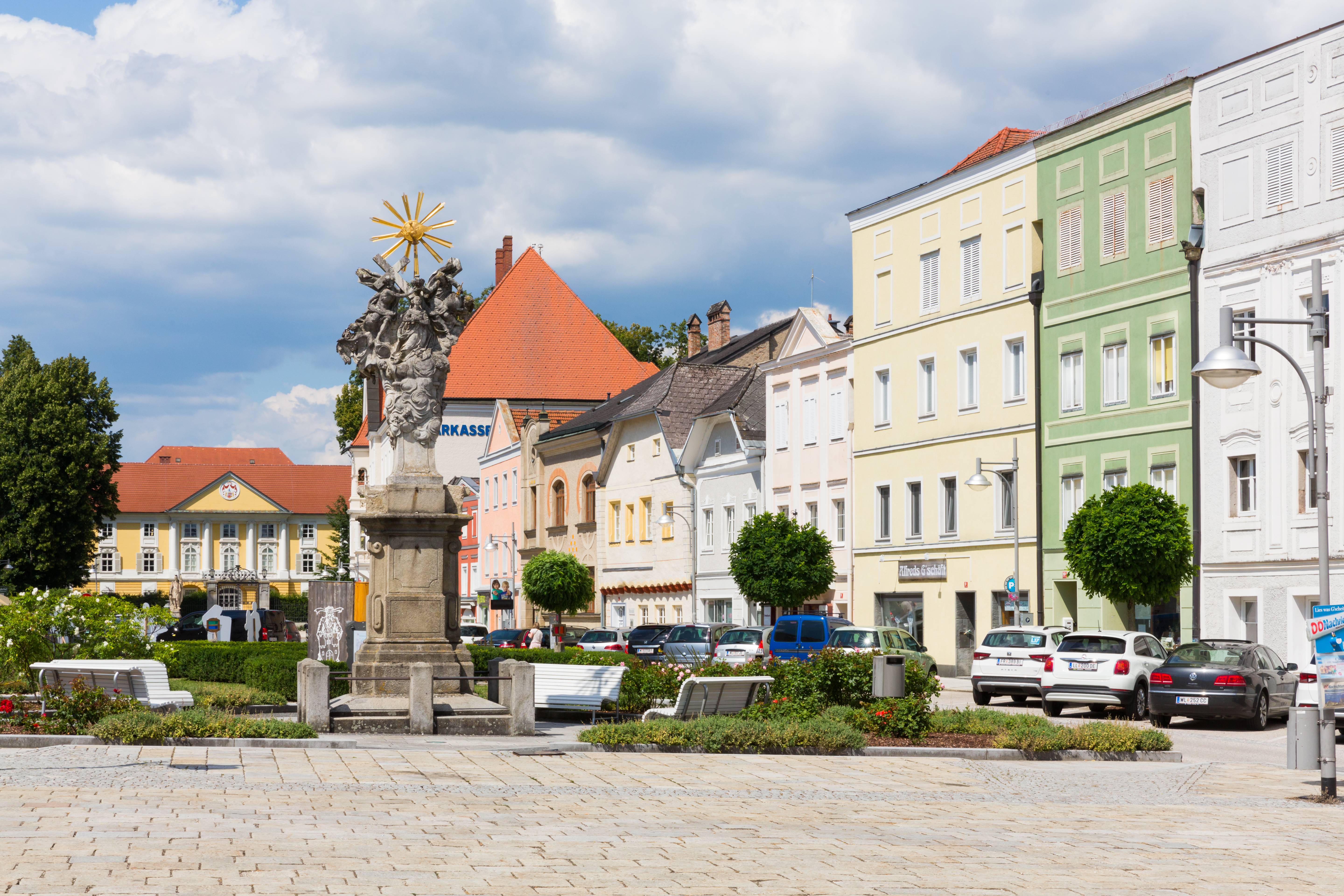
Città di Eferding

La regione aveva storicamente una giustificazione politico amministrativa ormai perduta col trattato di Teschen e conserva solo un significato di tipo paesaggistico ambientale.

## Descrizione

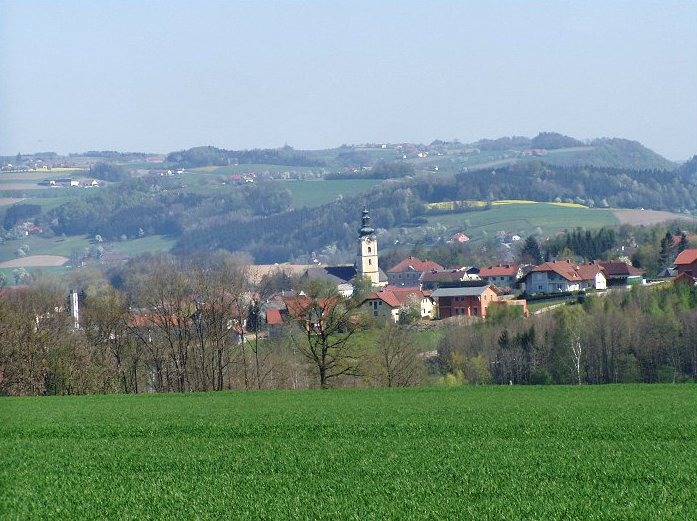
Città di Waizenkirchen

Il territorio dell'Hausruckviertel confina coll'Innviertel a nord ovest, col Mühlviertel a nord est, e con il Traunviertel a sud est. Ad ovest confina col Salisburghese.
Dal punto di vista amministrativo comprende i distretti di Eferding, Grieskirchen, Vöcklabruck e parti dei distretti Linz-Land e Wels-Land. L'Hausruckviertel è considerato uno dei paesaggi più interessanti dell'Austria, caratterizzato da colline piatte di modesta altezza inoltre l'intero territorio è particolarmente ricco dal punto di vista naturalistico.